# Thaya-March-Hochwasser 2006
Die Hochwasser der Thaya und March im Jahr 2006 betrafen die Einzugsgebiete der deutschen und der mährischen Thaya und auch die March im Laufe des Jahres zweimal an verschiedenen Orten und unterschiedlichen Auswirkungen. Geografisch lagen die Schadensgebiete im österreichischen Niederösterreich, im tschechischen Jihomoravský kraj, sowie im slowakischen Bratislavský kraj.

## Frühjahrshochwasser der Thaya und March
Das Hochwasser der Thaya und der March rührte von starkem Schmelzwasser und Niederschlägen her. Das starke Tauwetter setzte mit einem Tiefdruckgebiet am 25. März 2006 mit Temperaturen über 20 Grad Celsius ein. Da speziell die Wintersaison 2005/2006 selbst einerseits sehr viel Neuschneemengen, beginnend mit November 2005, hatte und andererseits kaum Tauwetterperioden aufwies, waren die Schmelzwassermengen im Frühjahr 2006 österreichweit überdurchschnittlich. Dazu kamen starke Niederschläge ab 26. März, vor allem am Alpennordrand und im Norden Österreichs. Der Höhepunkt im Waldviertel lag am 28. März.
Die Schwerpunkte des Hochwassergeschehens lagen im Einzugsgebiet der Lainsitz, die nach Norden entwässert, sowie bei der Thaya und der March. Im Bereich des Pegels in Schwarzenau im Bezirk Zwettl erreichte die Hochwassermarke am 29. März ein Niveau eines 1 bis 5 Jahre-Hochwassers. Katastrophaler entwickelte sich die Lage in Raabs, wo die Mährische Thaya in die Deutsche Thaya mündet. In diesem Bereich erreichte die Hochwassermarke eine 100-jährliche Häufigkeit. Die Durchflussmenge erreichte eine Spitze von 340 m³/s, die nach 2002 der nächsthöchste, jemals gemessene Wert ist.
Auch in Tschechien waren große Zuflüsse zu verzeichnen, sodass die Durchflussmenge bei der Talsperre Vranov bereits 400 m³/s aufwies und ab dem Morgen des 30. März nur mehr über die Dammkrone entwässert werden konnte. Auch der Speicher oberhalb von Nové Mlýny, der linke Zuflüsse aus dem Mährischen Hochland aufnimmt, war bald gefüllt.
An der March treten speziell nach der Schneeschmelze Hochwässer mit einer jährlichen Häufigkeit auf, da sie aus dem tschechischen Gebiet ihres Oberlaufes kommen. Die größeren Wassermengen führt die March aber bei selteneren Hochwasserereignissen im Sommer. In diesem Fall glich auch die Wettersituation in Mähren jener in Österreich. Auch hier war überdurchschnittlich viel Schmelzwasser abzuführen. Gemeinsam mit den Wassermengen der Thaya führte dieses beim Pegel Angern zu Durchflussmengen von bis zu 1400 m³/s über einen Zeitraum von mehr als zwei Tagen. Diese Menge übertraf alle Jahresmaxima seit 1951 um die Hälfte. Am 31. März und 1. April erreichte das Hochwasser ein HQ30. Obwohl die Niederschläge nachließen, stieg die March weiter, sodass sie ab 2. April bereits ein HQ100 erreichte. Oberhalb von Angern kam es in der Folge am 3. und 4. April zu Dammbrüchen bei Jedenspeigen, Stillfried und Mannersdorf. Diese Dämme hatten bereits renoviert werden sollen, befanden sich aber noch im Stadium der UVP, sodass keine erweiterten Schutzfunktionen erreicht werden konnten. Die komplette Reparatur der Dämme soll laut der österreichischen Flussbehörde viadonau, in deren Kompetenz die Dämme fallen, bis 2012 fertiggestellt sein.

### Schadenslage an der Thaya
In Drosendorf erreichte die Thaya einen Pegel von 6 Meter mit einem Durchfluss von 300 m³/s und bedrohte hier vor allem den Campingplatz, wo nicht nur das Wasser, sondern auch bis zu 65 cm starke Eisschollen die Wohnwägen bedrohten. Die Stromversorgung war unterbrochen, da die EVN die Stromzufuhr abschalten musste. Auch die Wasserversorgung war beeinträchtigt, da sie mittels Tankwagen von Geras aus erfolgen musste.

### Schadenslage an der March
Am Montag, den 3. April 2006, brach der Damm der hochwasserführenden March bei Jedenspeigen gegen 3:30 Uhr. Innerhalb von Stunden stand die Hälfte des benachbarten Ortes Dürnkrut unter Wasser, während in Jedenspeigen keine nennenswerten Schäden entstanden. 350 Häuser wurden in Dürnkrut evakuiert, 700 Menschen wurden in Notquartiere in den Gebäuden der Volks- und Hauptschule einquartiert. Auch die ortsansässige Firma Instantina und der Bahnhof Dürnkrut mussten evakuiert werden. Am Vormittag brach der Damm an einer zweiten Stelle bei Stillfried. Wegen der topografischen Lage Dürnkruts in einem kleinen Tal, floss das Wasser von Jedenspeigen nach Dürnkrut und füllte es nach und nach mit Wasser. Erst bei den Aufräumarbeiten wurde das wahre Ausmaß der Schäden sichtbar. In den überfluteten Häusern sammelte sich somit ausgelaufenes Heizöl, das die Feuerwehr abpumpen musste. Die Schäden betrugen ungefähr 100 Mio. €.
Insgesamt waren 600 Hilfskräfte der örtlichen Freiwilligen Feuerwehren, des Katastrophenhilfsdienstes, des österreichischen Bundesheeres, der Polizei, sowie unzählige freiwillige Helfer angrenzender Ortschaften als auch Ortsfremde im Einsatz. Da der Damm von der Landseite aus nicht mehr zu reparieren war, wurden mit Hubschraubern der Type Blackhawk, Panzerigel und Säcke mit Steinen und Sand abgeworfen, um den Damm wieder abzudichten. Der Erfolg blieb jedoch bis Freitag jener Woche aus. In Dürnkrut selbst war ab Vormittag nur noch ein Vorankommen mit Traktoren möglich.
Licht ins Dunkel sowie andere Hilfsorganisationen starteten Spendenaktionen für die Opfer des Hochwassers.
Anfangs deutete Bürgermeister Rudolf Reckendorfer als Konsequenz eine Sammelklage gegen die Republik Österreich an, dies wurde aber im Gemeinderat abgelehnt, da das Land Niederösterreich in diesem Fall Auszahlungen gestoppt hätte, während an Geschädigte anderer Gemeinden die Auszahlungen bereits begonnen hatten. Der Grund für die Klage wäre gewesen, dass schon seit 1997 bekannt war, dass der Damm sanierungsbedürftig sei, aber bis zum Zeitpunkt des Hochwassers keine Erneuerung vorgenommen wurde.
Berichten zufolge sollen bereits aus dem Jahr 1995 Projekte der Universität für Bodenkultur vorliegen, die eine Versetzung des Dammes weiter vom Flusslauf entfernt vorsahen, um den Durchflussquerschnitt des Marchflusses zu erhöhen. Die Änderungen waren in Richtung Jedenspeigen vorgesehen, sodass der Damm um ca. 50 m ins Landesinnere gerückt und die Retentionsräume erheblich vergrößert worden wären. Dies war aber von den Grundbesitzern nicht akzeptiert worden, da dabei auch Grundabtretungen notwendig gewesen wären.

## Junihochwasser der Thaya
Das Junihochwasser betraf nicht so große Gebiete wie das vorhergehende. Das besondere an diesem Hochwasser war das extrem schnelle Ansteigen der Thaya. Vorausgehend waren hohe Niederschlagsmengen während des ganzen Juni. Enorme Regenmengen im nördlichen Waldviertel ließen die Pegel der Thaya und ihrer Zubringer extrem rasch ansteigen. Vor allem die Bezirke Waidhofen/Thaya, Gmünd und Horn waren davon betroffen.
Das Besondere an diesem Hochwasser war die Geschwindigkeit des Pegelanstieges nach den Niederschlägen am 29. Juni vor allem im Einzugsgebiet der Mährischen Thaya. So fielen bei der Messstelle Hardegg innerhalb von 24 Stunden 190 mm Niederschlag. Durch diese hohen Niederschläge stieg der Pegel der Thaya im Waldviertel bis zu 5 Meter innerhalb kurzer Zeit am 30. Juni 2006. In Raabs war der Hauptplatz innerhalb von zwei Stunden einen Meter unter Wasser. Die Wassermengen waren größer als jene beim legendären Hochwasser 2002. Die Fugnitz führte ebenfalls zu schweren Schäden in Hardegg, wo sie in die Thaya mündet.
Betroffen waren in Österreich an die 70 Ortschaften mit etwa 1500 Häusern. Zur Hilfeleistung waren 22 Feuerwehren mit 3000 Mann eingesetzt.
Auch die Stadt Gmünd, die an der Mündung des Braunaubaches in die Lainsitz liegt, war betroffen. Am 30. Juni wurde bereits in den Morgenstunden Katastrophenalarm ausgelöst.
Die ersten Aufräumarbeiten konnten erst am 2. Juli beendet werden. Dabei waren allein in Raabs an die 1000 Helfer im Einsatz.
Große Schäden verursachte das Hochwasser an der Lokalbahn Retz–Drosendorf, dem sogenannten Reblausexpress, sowie an einer Brücke der Thayatal Straße B30. Ebenfalls schwer litt die Thayatalbahn zwischen Waidhofen und Waldkirchen, die dazu führten, dass auf Grund der Kosten die ÖBB die Bahn ab Waidhofen komplett einstellte, anstatt wie vorerst geplant den Lückenschluss zur tschechischen Grenze zu schließen.
Wie bereits im Frühjahr waren ab dem zweiten Tag des Hochwassers (1. Juli) außer den örtlichen Feuerwehren im Rahmen des Katastrophenhilfsdienstes zusätzliche Feuerwehren aus Niederösterreich sowie Einheiten des Bundesheeres eingesetzt.